# Parastichtis iners
Parastichtis iners är en fjärilsart som beskrevs av Treitschke 1825. Parastichtis iners ingår i släktet Parastichtis och familjen nattflyn. Inga underarter finns listade i Catalogue of Life.